# Lệ dương
Lệ dương (danh pháp hai phần: Aeginetia indica) còn gọi là dã cô hay tai đất ấn, là một loài thực vật thuộc họ Lệ dương (Orobanchaceae).

## Đặc điểm
Lệ dương là loài ký sinh có thân thảo ngắn, nhẵn, cao 15 – 40 cm. Lá tiêu giảm thành dạng vảy hẹp ở gốc thân, màu nâu. Hoa mọc riêng lẻ trên một cành hoa mảnh dài 15 – 20 cm hoặc hơn, màu hồng tím nhạt. Đài hoa dạng mo, đầu nhọn, màu nâu vàng, có các sọc đỏ tía. Tràng hoa hợp thành ống 1,5 – 2,5 cm, hơi cong, màu hồng tím, miệng ống hơi xòe ra với 5 thùy tròn. Nhị 4, 2 dài, 2 ngắn, đính ở chỗ thắt của ống tràng. Bầu trên, có vòi nhụy cao hơn nhị. Quả nang, chứa nhiều hạt rất nhỏ, màu vàng ngà. Mùa hoa, quả: tháng 9 – 11. Cây tái sinh tự nhiên bằng hạt. Bộ nhiễm sắc thể 2n = 30.

## Phân bố
Lệ dương phân bố ở Trung Quốc, Nhật Bản, Hàn Quốc, Đài Loan, Việt Nam, Lào, Campuchia, Thái Lan, Myanmar, Indonesia, Malaysia, Philippines, Ấn Độ, Bangladesh, Bhutan, Nepal, Sri Lanka.

## Y học
Theo Đông y, lệ dương có vị đắng, tính mát, có tác dụng thanh nhiệt, giải độc, tiêu thủng, lương huyết.

## Bài thuốc
Chữa viêm tủy xương: lệ dương 15 – 30g, cam thảo 3g. Sắc nước uống. Kết hợp lấy toàn cây giã đắp ngoài.
Chữa hen suyễn, họng sưng đau: hoa lệ dương 15 – 30g. Sắc nước uống.
Chữa rắn độc cắn: lệ dương 30g, xạ hương 0,3g, rết bảy con. Tất cả ngâm trong dầu vừng. Dùng bôi ngoài.